# Antílop quadricorni
L'antílop quadricorni o txusinga (Tetracerus quadricornis) és un antílop que viu en boscos oberts de l'Àsia meridional. El seu àmbit de distribució principal és a l'Índia, on s'estén al sud de les planes gangètiques fins a l'estat de Tamil Nadu. Orissa és el límit oriental de la seva distribució, mentre que la població fragmentada de Gir és el seu punt més occidental. També n'existeix una població petita als boscos més secs del Nepal.